# Leopold Fischer
Leopold Fischer (magyarosan: Fischer Lipót) (Bécs, 1703. március 28. – Bécs, 1787. április 11.) német bölcsészdoktor, jezsuita rendi pap.

## Élete
1718. október 9.-én lépett be a rendbe. Előbb a szónoklattant és a matematikát tanította Bécsben, azután húsz évig prédikált Passauban, Linzben, Pozsonyban, Sopronban és Bécsben, ahol még könyvtáros is volt.

## Munkái
- Lob- und Dank-Red. da eine königliche Freye-Stadt Oedenburg für ihre siegreiche Befreyung von feindlicher Belägerung Gott dem Herrn deren Heerscharen in der Pfarr-Kirchen des Heil. Michaëlis feyerlichen Dank abstattete. Dem 6. Tag des Jenners Anne 1744. Oedenburg
- Panegyricus S. Joanni Nepom. Oedenburg, 1744
- Ruhmwürdigste Thaten für Gott und das apostolische Reich dess Hochw. Herrn Emirici aus denen Grafen Eszterházy… Erzbischoffens zu Gran… Pressburg, 1746

Többi 23 munkáját, melyek külföldön jelentek meg, elősorolja Stoeger és De Backer-Sommervogel.